# Qeqertaq
Qeqertaq [qɜˈqɜtːɑq] (nach alter Rechtschreibung K'eĸertaĸ) ist eine grönländische Siedlung im Distrikt Ilulissat in der Avannaata Kommunia.

## Lage
Qeqertaq liegt an der Südspitze einer gleichnamigen Insel im buchtähnlichen Fjord Qeqertap Ilua, der sich in die Südküste der Halbinsel Nuussuaq einschneidet und in den Eisfjord Torsukattak mündet. 24 km westlich liegt der nächste Ort Saqqaq.

## Geschichte
In Qeqertaq wurden archäologische Funde von Steinwerkzeugen gemacht, die darauf schließen lassen, dass der Ort schon lange vor der Kolonialzeit besiedelt war. 1793 wurde ein Haus mit 21 Bewohnern in Qeqertaq gezählt. 1799 wurde auf der Insel ein Garnfangversuch gestartet. 1805 wurde er wieder aufgegeben und der Ort wurde verlassen. Nach dem Krieg lebten 1816 wieder zwölf Personen in Qeqertaq. Die Einwohnerzahl nahm zu und 1825 gab es schon mehrere Häuser im Ort. Um 1830 wurde Qeqertaq zu einem Winterudsted. Im Jahr 1845 wurde dem Ort ein ganzjähriger Udsted.
1915 hatte Qeqertaq 68 Einwohner, darunter ein Däne. Die Grönländer lebten in elf Wohnhäusern. Der dänische Udstedsverwalter lebte in einem Holzhaus mit zwei Zimmern und Küche. Es gab noch eine offizielle Udstedsverwalterwohnung, die 1878 als Fachwerkbau mit Torfmauerfassade und Dachschindeln gebaut worden war und zwei Zimmer, Küche und Flur hatte. Der Laden von 1882 war ein holzverkleidetes Fachwerkhaus. Das Speckhaus von 1893 war ein Fachwerkhaus mit Torfmauerfassade. Die Salzerei wurde 1911 errichtet und bestand aus Materialien eines alten Stockwerkhauses aus der längst verlassenen Siedlung Alluttoq (Klokkerhuk). Die Schulkapelle wurde 1889 als Fachwerkbau mit Torfmauerfassade gebaut. Neben dem Udstedsverwalter waren in Qeqertaq neun Jäger, drei Fischer und ein ausgebildeter Katechet tätig.
Ab 1911 war Qeqertaq eine eigene Gemeinde innerhalb des Kolonialdistrikts Ritenbenk. Sie gehörte zum 6. Landesratswahlkreis Nordgrönlands. Ihr gehörten noch die Wohnplätze Ikorfat, Nuugaaq, Akunnaaq und Naajaat an. Qeqertaq war ein Teil der Kirchengemeinde von Ilulissat und gehörte zum Oberkatechetendistrikt von Appat.
1928 erhielt Qeqertaq eine neue Schulkapelle. 1932 wurde eine neue Udstedsverwalterwohnung errichtet. 1942 wurde ein Stremelhaus und 1945 ein Packhaus gebaut. Zwischen 1930 und 1950 hatte Qeqertaq zwischen 72 und 103 Einwohner. Anschließend ging die Einwohnerzahl leicht zurück. Die zwölf Fischer im Ort waren 1952 äußerst erfolglos und fingen durchschnittlich nicht mehr als 147 kg Fisch, sodass für jede Tonne Fisch 47,57 m² im Fischhaus zur Verfügung standen, während es zeitgleich in Aappilattoq 0,41 m² waren. 1963 wurde ein weiteres Packhaus errichtet, das ursprünglich in Ataa gestanden hatte und nun auch als Laden diente. 1967 wurde eine Telestation errichtet.
Als Ritenbenk 1942 den Kolonialstatus verlor, wurde die Gemeinde Qeqertaq ein Teil des Kolonialdistrikts Jakobshavn. 1950 wurde der Ort in die neugeschaffene Gemeinde Vaigat eingegliedert, 1963 aber an die Gemeinde Ilulissat überführt. Bei der Verwaltungsreform 2009 wurde Qeqertaq ein Teil der Qaasuitsup Kommunia und 2018 ein Teil der Avannaata Kommunia.

## Wirtschaft
Qeqertaq lebt größtenteils von der Fischerei von Heilbutt. Früher war die Artenvielfalt der Beute der Fischer im Ort größer; so wurden verschiedene Fischarten und Haie gefischt. Die Fischfabrik in Qeqertaq wird seit 2013 von Royal Greenland betrieben. Qeqertaq wird zudem von Touristen aus Ilulissat besucht. Weitere Arbeitsmöglichkeiten finden sich im Dienstleistungssektor und in der Verwaltung.

## Infrastruktur und Versorgung
Im Norden befindet sich der Heliport Qeqertaq, der die Siedlung per Luft an die Umgebung anbindet. Wöchentlich wird Qeqertaq zudem von der Disko Line angefahren. Ein Wegnetz zieht sich vom Norden bis zum Süden von Qeqertaq.
Nukissiorfiit ist für die technische Versorgung zuständig. Die Wasserversorgung erfolgt dabei durch Meerwasserentsalzung, während ein Dieselkraftwerk Strom produziert. Ölöfen gewährleisten die Wärmeversorgung. Müll und Abwasser wird ganz im Norden auf der Deponie entsorgt. TELE Greenland ist für die Telekommunikation zuständig.

## Bebauung
Die Iisaap Atuarfia unterrichtet etwa 15 Schüler von der ersten bis zur neunten Klasse. In Qeqertaq gibt es zudem eine Krankenstation, eine Pilersuisoq-Filiale und eine Gemeinschaftswerkstatt. 1992 wurde eine neue Kirche errichtet. Zwei Gebäude in Qeqertaq sind als erhaltungswürdig eingestuft.

## Bevölkerungsentwicklung
Die Einwohnerzahl von Qeqertaq verdoppelte sich zwischen den 1970er Jahren und den 2000er Jahren. Seither ist sie jedoch wieder um ein Drittel zurückgegangen. Nach Saqqaq ist Qeqertaq das zweitgrößte Dorf des Distrikts.